# Sylvia Rose
Sylvia Rose (Barth, 23 december 1962) is een Duits stuurvrouw bij het roeien.
Rose won in 1988 olympisch goud als stuurvrouw van de vier-met. Rose won in 1986 en 1987 de zilveren medaille op de wereldkampioenschappen in de vier-met.

## Resultaten

### Olympische Zomerspelen
| Jaar | Plaats | Resultaten                |
| ---- | ------ | ------------------------- |
| 1988 | Seoel  | in de vier-met-stuurvrouw |

### Wereldkampioenschappen roeien
| Jaar | Plaats     | Resultaten                |
| ---- | ---------- | ------------------------- |
| 1986 | Nottingham | in de vier-met-stuurvrouw |
| 1987 | Kopenhagen | in de vier-met-stuurvrouw |

1976: Karin Metze & Bianka Schwede & Gabriele Lohs & Andrea Kurth & Sabine Heß ·
1980: Ramona Kapheim & Silvia Fröhlich & Angelika Noack & Romy Saalfeld & Kirsten Wenzel·
1984: Florica Lavric & Maria Fricioiu & Chira Apostol & Olga Bularda & Viorica Ioja·
1988: Martina Walther & Gerlinde Doberschütz & Carola Hornig & Birte Siech & Sylvia Rose